# Fegyver- és Gépgyár
Fegyver- és Gépgyártó Részvénytársaság ("Empresa de fabricación de armas y máquinas"), conocida como FÉG, es un conglomerado industrial húngaro fundado el 24 de febrero de 1891 en Csepel (ahora parte de Budapest).La empresa pasó a ser propiedad de MPF Industry Group en 2010. Era una importante empresa de fabricación de armas antes de la Segunda Guerra Mundial. Desde la adquisición, FÉG es uno de los mayores exportadores de productos de climatización (HVAC) a los mercados internacionales en la industria de dispositivos de calefacción de Europa Central y Oriental.

## Historia

### 1891-2004
El 24 de febrero de 1891 se fundó en Budapest la predecesora legal de la Fegyver- és Gépgyár (FÉG). Al principio, la empresa fabricaba rifles y pistolas para el Ejército austrohúngaro y también exportaba sus productos para ejércitos extranjeros. La empresa se convirtió en un importante fabricante de armas en el país, pero también producía calderas de gas, calentadores de agua, lámparas y artículos metálicos diversos. La producción de motores diésel comenzó en 1899, cuando el ingeniero húngaro Oszkár Epperlein (1844-1903) y Jenő Böszörményi (1872-1957) compraron los derechos de patente de los motores diésel para la empresa FÉG a su colaborador Rudolf Diesel.
A lo largo de su historia siempre cumplió un papel crucial en el suministro de armas ligeras para el Real Honvédség Húngaro (1867-1918) y posteriormente para las Fuerzas Armadas de Hungría. Esta empresa también fabricó y exportó una variedad de pistolas y rifles semiautomáticos, incluidos los modelos de pistola P9M y PJK-9HP (copias húngaras de la pistola estadounidense FN Browning GP-35 (Browning Hi-Power) y la pistola FÉG PA-63 (una copia húngara de la pistola alemana Walther PPK, la versión húngara de esta arma dispara cartuchos del calibre ruso 9 × 18 mm Makarov. pero actualmente solo pistolas autocargables (P9L, P9M, P9R, etc.) y rifles de aire comprimido (LG 427, LG  527). En Hungría, la empresa también es famosa por sus pistolas de salida, por ejemplo la GRP-9, así como por fabricar la mayoría de las calderas de gas y calentadores de agua que se pueden encontrar en los hogares húngaros.

### 2004-presente
Después de 2004, muchos de sus mercados de exportación tradicionales fueron embargados, lo que obligó a la empresa a suspender su actividad relacionada con la industria de la defensa. A finales de 2010, la FÉG estuvo a punto de quebrar cuando desaparecieron de la empresa fondos por valor de 1.700 millones de HUF. MPF Industry Group realizó una importante inversión para rescatar la empresa y reinició la producción. Desde la reorganización de MPF Industry Group, FÉG es uno de los mayores fabricantes de equipos de climatización (HVAC) de Europa Central y Oriental.